# Primera Divisió 2023-2024
La Primera Divisió 2023-2024 è stata la 29ª edizione della massima serie del campionato andorrano di calcio, iniziata il 16 settembre 2023 e terminata il 19 maggio 2024.
L'Atlètic Escaldes è la squadra campione in carica, avendo vinto il titolo per la prima volta nella sua storia. La competizione è stata vinta dall'UE Santa Coloma, alla sua prima vittoria del campionato.

## Stagione

### Novità
Il campionato ha visto un ampliamento da otto a dieci squadre, garantendo così a tre squadre della Segona Divisió la promozione diretta.
Dalla stagione precedente è stato retrocesso il Sant Julià, ultimo classificato del campionato, insieme con l'Engordany, sconfitto negli spareggi promozione/retrocessione. Al loro posto sono stati dalla Segona Divisió le prime tre del gruppo promozione: Pas de la Casa, Atlètic Amèrica e Esperança d'Andorra, insieme con il Carroi, vincitore degli spareggi promozione/retrocessione.

### Formula
Le 10 squadre partecipanti giocano un girone con partite di andata, ritorno e andata, per un totale di 27 giornate.
Al termine del campionato, la prima classificata è campione di Andorra e si qualifica per la UEFA Champions League 2024-2025, mentre la seconda si qualifica per la UEFA Conference League 2024-2025, insieme con la vincente della Copa Constituciò. L'ultima classificata viene retrocessa in Segona Divisió, mentre la penultima gioca uno spareggio promozione/retrocessione con una squadra di Segona Divisió.

## Squadre partecipanti
| Club                | Città              | Stadio                            | Stagione precedente   |
| ------------------- | ------------------ | --------------------------------- | --------------------- |
| Atlètic Escaldes    | Escaldes-Engordany | Estadi Comunal d'Aixovall         | Campione di Andorra   |
| Atlètic Amèrica     | Escaldes-Engordany | Estadi Comunal d'Aixovall         | 2° in Segona Divisió  |
| Carroi              | Santa Coloma       | Estadi Comunal d'Andorra la Vella | 4° in Segona Divisió  |
| Esperança d'Andorra | Andorra la Vella   | Stadio comunale di Aixovall       | 3° in Segona Divisió  |
| FC Santa Coloma     | Santa Coloma       | Estadi Comunal d'Andorra la Vella | 3° in Primera Divisió |
| Inter Escaldes      | Escaldes-Engordany | Estadi Comunal d'Andorra la Vella | 2° in Primera Divisió |
| Ordino              | Ordino             | Centre Esportiu d'Ordino          | 6° in Primera Divisió |
| Pas de la Casa      | Pas de la Casa     | Estadi Comunal d'Andorra la Vella | 1° in Segona Divisió  |
| Penya Encarnada     | Andorra la Vella   | Stadio comunale di Aixovall       | 5° in Primera Divisió |
| UE Santa Coloma     | Santa Coloma       | Estadi Comunal d'Andorra la Vella | 4° in Primera Divisió |

## Classifica
|                    | Pos. | Squadra             | Pt | G  | V  | N | P  | GF | GS | DR  |
| ------------------ | ---- | ------------------- | -- | -- | -- | - | -- | -- | -- | --- |
| Andorra (bandiera) | 1.   | UE Santa Coloma     | 66 | 27 | 20 | 6 | 1  | 57 | 12 | +45 |
|                    | 2.   | Inter Escaldes      | 63 | 27 | 20 | 3 | 4  | 66 | 16 | +50 |
|                    | 3.   | Atlètic Escaldes    | 60 | 27 | 19 | 3 | 5  | 71 | 21 | +50 |
|                    | 4.   | FC Santa Coloma     | 59 | 27 | 19 | 2 | 6  | 64 | 23 | +41 |
|                    | 5.   | Penya Encarnada     | 44 | 27 | 13 | 5 | 9  | 45 | 34 | +11 |
|                    | 6.   | Ordino              | 36 | 27 | 10 | 6 | 11 | 33 | 29 | +4  |
|                    | 7.   | Pas de la Casa      | 18 | 27 | 3  | 9 | 15 | 24 | 46 | -22 |
|                    | 8.   | Esperança d'Andorra | 14 | 27 | 4  | 2 | 21 | 27 | 81 | -54 |
|                    | 9.   | Carroi              | 13 | 27 | 3  | 4 | 20 | 19 | 77 | -58 |
|                    | 10.  | Atlètic Amèrica     | 11 | 27 | 3  | 2 | 22 | 22 | 89 | -67 |

Legenda:
      Campione d'Andorra e ammessa alla UEFA Champions League 2024-2025
      Ammesse alla UEFA Europa Conference League 2024-2025
 Ammessa allo spareggio promozione-retrocessione
      Retrocessa in Segona Divisio
Note:
Tre punti a vittoria, uno a pareggio, zero a sconfitta.
La classifica viene stilata secondo i seguenti criteri:
- Punti conquistati
- Punti conquistati negli scontri diretti
- Differenza reti negli scontri diretti
- Reti realizzate negli scontri diretti
- Differenza reti generale
- Reti totali realizzate

## Spareggio promozione-retrocessione
Allo spareggio sono ammesse la nona classificata in Primera Divisió e la seconda classificata in Segona Divisió.
|          | Risultati   |          | Luogo e data                     |
| -------- | ----------- | -------- | -------------------------------- |
| Rànger's | 0 - 1       | Carroi   | La Massana, 25 maggio 2024       |
| Carroi   | 0 - 2 (dts) | Rànger's | Andorra la Vella, 29 maggio 2024 |
|          |             |          |                                  |